# 삼성 시너지 타워
삼성 시너지 타워(영어: Samsung Synergy Tower)는 대한민국 서울특별시 강남구 도곡동에 들어설 마천루이자 삼성그룹 본사였다. IMF사태와 도곡동 주민들의 반발로 취소됐다.
대신 이 부지에 타워팰리스가 들어섰고, 삼성타운은 현재 서초구 강남역 근처에 세워졌다.

## 같이 보기
- 타워팰리스
- 삼성그룹
- 대한민국의 마천루 목록
- 아시아의 마천루 목록
- 서울특별시의 마천루 목록
- 서울 강남구의 마천루 목록